# (925) Альфонсина
(925) Альфонсина (лат. Alphonsina — астероид главного пояса астероидов, принадлежащий к спектральному классу S. Астероид был открыт 13 января 1920 года каталонским астрономом Жозепом Комасом Сола в обсерватории Фабра в Барселоне и назван в честь испанских королей Альфонсо X и Альфонсо XIII.
Первое наблюдение астероида датируется 1902 годом. Он наблюдался немецким астрономом Максом Вольфом в Гейдельбергской обсерватории на юго-западе Германии.

## Орбита и классификация
Астероид принадлежит к крупному семейству каменистых астероидов Ганзы. Это семейство характеризуется большим наклонением орбиты. Наклон орбиты составляет 21°. В это семейство входят более тысячи известных членов, среди которых Альфонсина является одним из крупнейших представителей. По современным оценкам астероид имеет средний диаметр порядка 57 км, а прародитель семейства астероид (480) Ганза немного меньше 56 км.

## Форма и вращение

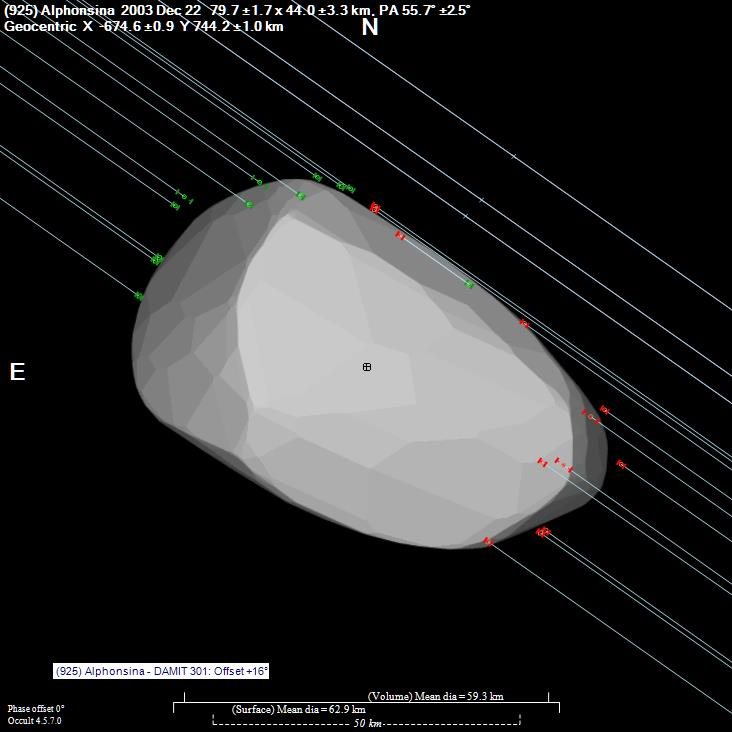
Модель астероида на основании кривых блеска и покрытий звёзд.

По данным различных исследований, проведённых с помощью спутников IRAS, Akari и WISE Альфонсина имеет размер между 54.34 и 63.52 километров в диаметре и его поверхность имеет альбедо между 0.204 и 0.2786
На основе данных о покрытиях звёзд астероидом, начиная с 2003 года была получена модель астероида вытянутой формы со средним альбедо 0.2266 и диаметром 58,06 километров.